# Su Xiaoxiao

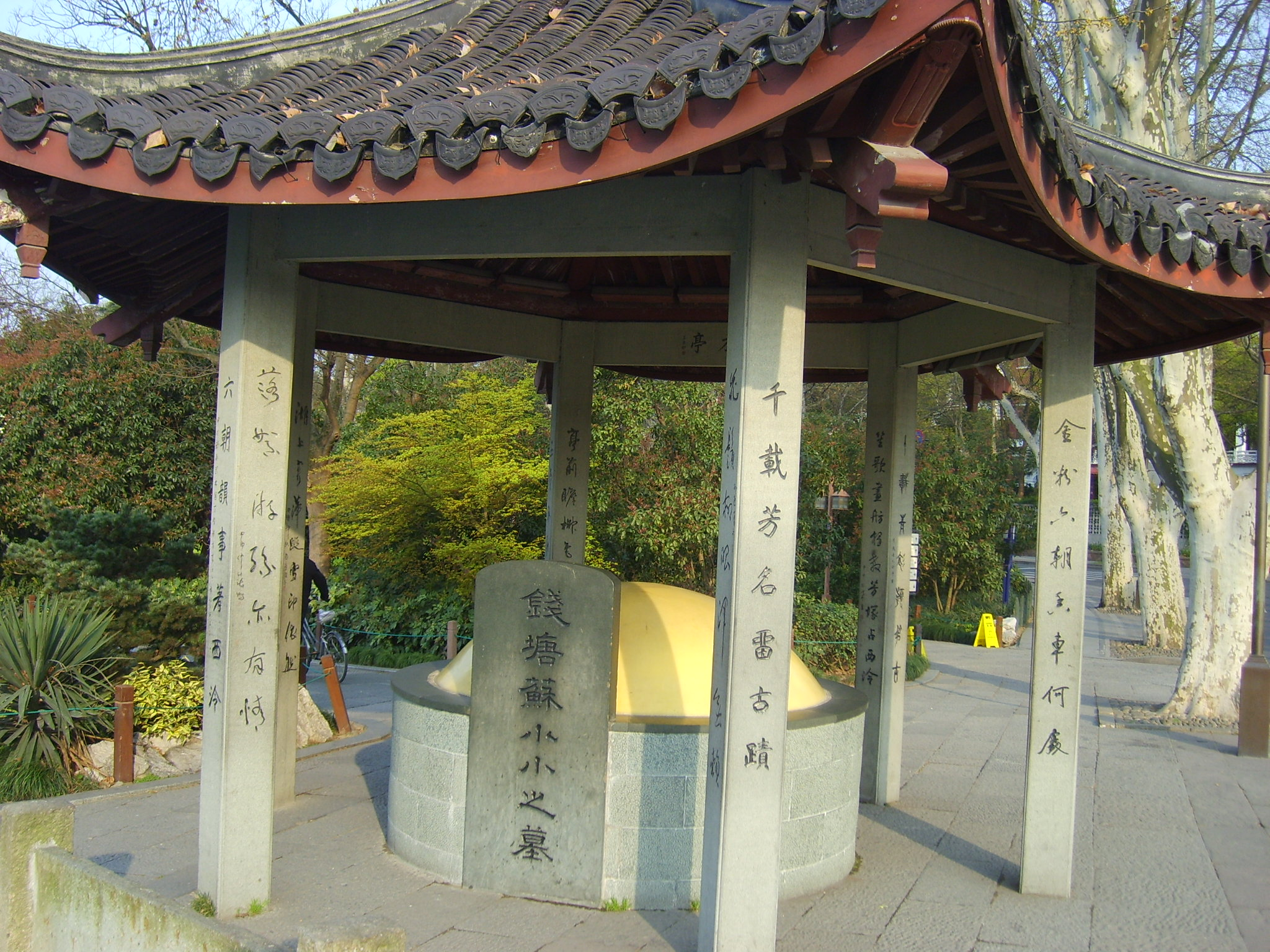
Vista del pavelló i la tomba de Xiaoxiao

Su Xiaoxiao (蘇小小), també coneguda com a Su Xiaojun i de vegades Petita Su, fou una cèlebre poeta i cortesana xinesa que va viure sota la dianastia Qi meridional. Originària de Qiantang, actualment Hangzhou, província de Zhejaing. No es coneix la data del seu naixement; va morir vers l'any 501. La seva germana fou Su Pannu.
Segons la tradició, Su tenia un alt nivell intel·lectual, amb una destacada humanitat i era d'una gran bellesa. De la seva vida, s'han dit moltes anècdotes que no han pogut comprovar-se històricament, però segons sembla no va voler mai lligar-se a un home i dur una vida reclosa en la llar. En la seva adolescència, va patir una malaltia que va la va dur a la mort a l'edat dels dinou anys, i fou enterrada al costat del pont Xilin, a la vora del llac de l'Oest. Durant la Revolució Cultural, la seva tomba i el pavelló van sofrir desperfectes, però van ser restaurats anys més tard. La seva poesia va influir artistes, dramaturgs i poetes posteriors. El poema més famós que ens ha deixat és “Cançó de la tomba Oest” (també conegut com a ”Cançó del mateix batec”).